# Jean-Thomas Nordmann
Jean-Thomas Nordmann (* 16. Februar 1946 in Paris) ist ein französischer Historiker, Literaturwissenschaftler und Politiker (PRad, UDF). Er war von 1982 bis 1994, von 1995 bis 1999 sowie erneut von 2002 bis 2004 Mitglied des Europäischen Parlaments.

## Leben
Nordmann studierte Geschichte, Literatur und Politik an der École normale supérieure in Paris. Die Agrégation (Lehrbefugnis) in klassischen Sprachen und Literatur bestand er 1969 als Jahrgangsbester. Ab 1970 war er wissenschaftlicher Assistent an der Sorbonne sowie Maître de conférences für französische Literatur am Institut d’études politiques de Paris (Sciences Po). Er veröffentlichte u. a. über die Geschichte des französischen Radikalismus und über Hippolyte Taine. Nordmann wurde 1994 auf eine Professur an der Université de Picardie Jules Verne in Amiens berufen.
Von 1966 bis 1968 war Nordmann Vorsitzender der Jeunesses radical-socialistes, Jugendorganisation der Parti radical. Ab 1969 gehörte er dem nationalen Vorstand der Parti radical (valoisien) an. Von 1977 bis 2003 war er stellvertretender Vorsitzender der Partei, die ab 1978 dem bürgerlichen Bündnis Union pour la démocratie française (UDF) angehörte. Bei der Europawahl 1979 verpasste er zunächst den Einzug, rückte aber 1982 für den verstorbenen Francis Combe nach. Er schloss sich wie sein Vorgänger der Liberalen und Demokratischen Fraktion im Europäischen Parlament an. Von 1983 bis 1995 war er zudem Mitglied des Gemeinderats von Paris. 
Nach den Europawahlen 1984 und 1989 gehörte er dem Europäischen Parlament jeweils für eine ganze Legislaturperiode an; 1993–1994 war er Vorsitzender der Delegation für die Beziehungen zu Kanada. Bei der Europawahl 1994 kam er wieder nur auf einen Nachrückerplatz, nahm aber im Mai 1995 den Sitz seines ausgeschiedenen Parteikollegen Yves Galland ein. Bei der Europawahl 1999 war sein Listenplatz wiederum nicht erfolgreich. Auf dem Sonderparteitag der Parti radical valoisien im März 2002 sprach sich Nordmann dafür aus, bei der anstehenden Präsidentschaftswahl den UDF-Vorsitzenden François Bayrou zu unterstützen, die Mehrheit der Partei stellte sich aber hinter Amtsinhaber Jacques Chirac.
Als François Bayrou nach der Wahl im Juni 2002 auf seinen Sitz im EU-Parlament verzichtete, rückte Nordmann für diesen nach. Auf dem Parteitag 2003 bewarb sich Nordmann um den Vorsitz der Parti radical, unterlag aber mit 21,4 % der Delegiertenstimmen gegen André Rossinot. Dabei ging es auch um die Frage, ob die Partei weiterhin mit der UDF assoziiert bleiben sollte (wie Nordmann befürwortete) oder sich Chiracs neuer Mitte-rechts-Sammelpartei UMP anschließen sollte (was Rossinot durchsetzte). Nordmann folgte dem Wechsel zur UMP nicht, sondern blieb in der UDF. Von März 2003 bis zum Ende der Legislaturperiode 2004 war Nordmann stellvertretender Vorsitzender der Liberalen und Demokratischen Fraktion. Dann schied er aus dem Europäischen Parlament aus.

## Werke (Auswahl)
- Histoire des radicaux, Table Ronde, 1974
- La France radicale, Julliard Collection, 1977
- Taine et la critique scientifique, PUF, 1992
- La critique littéraire française au XIXème siècle (1800-1914), Le Livre de Poche, 2001